# Jerzy Braun
Jerzy Walerian Braun (13 de abril de 1911-8 de marzo de 1968) fue un deportista polaco que compitió en remo.
Participó en dos Juegos Olímpicos de Verano en los años 1932 y 1936, obteniendo dos medallas en Los Ángeles 1932, plata en la prueba de dos con timonel y bronce en cuatro con timonel. Ganó dos medallas en el Campeonato Europeo de Remo, bronce en 1929 y plata en 1933.

## Palmarés internacional
| Juegos Olímpicos   | Juegos Olímpicos             | Juegos Olímpicos  | Juegos Olímpicos   |
| Año                | Lugar                        | Medalla           | Prueba             |
| ------------------ | ---------------------------- | ----------------- | ------------------ |
| 1932               | Los Ángeles (Estados Unidos) | Medalla de plata  | Dos con timonel    |
| 1932               | Los Ángeles (Estados Unidos) | Medalla de bronce | Cuatro con timonel |
| Campeonato Europeo |                              |                   |                    |
| Año                | Lugar                        | Medalla           | Prueba             |
| 1929               | Bydgoszcz (Polonia)          | Medalla de bronce | Cuatro sin timonel |
| 1933               | Budapest (Hungría)           | Medalla de plata  | Dos con timonel    |